# Caeruleuptychia coelestis
Caeruleuptychia coelestis är en fjärilsart som beskrevs av Butler 1866. Caeruleuptychia coelestis ingår i släktet Caeruleuptychia och familjen praktfjärilar. Inga underarter finns listade i Catalogue of Life.